# Корінь Іван Свиридович
Іван Свиридович Корінь (1923, село Губівка, тепер Компаніївського району Кіровоградської області — ?) — український радянський діяч, голова колгоспу імені Кірова Компаніївського району Кіровоградської області. Депутат Верховної Ради УРСР 7-го скликання.

## Біографія
Народився у селянській родині. У 1941 році закінчив Чигиринський технікум соціалістичного обліку Кіровоградської області.
У січні 1944—1947 р. — у Червоній армії. Учасник німецько-радянської війни. Служив старшиною 4-ї стрілецької роти, командиром відділення 2-го стрілецького батальйону 849-го стрілецького полку 303-ї стрілецької дивізії 25-го гвардійського стрілецького корпусу 52-ї (7-ї гвардійської) армії 2-го Українського фронту.
Член ВКП(б) з 1945 року.
У 1947—1955 р. — завідувач відділу Компаніївського районного комітету ЛКСМУ; штатний пропагандист та інструктор Компаніївського районного комітету КПУ Кіровоградської області.
У 1955—1958 р. — голова колгоспу імені Паризької комуни Компаніївського району Кіровоградської області.
З 1958 року — голова колгоспу імені Кірова села Федосіївки Компаніївського району Кіровоградської області.
Потім — на пенсії.

## Звання
- сержант

## Нагороди
- орден Червоної Зірки (25.05.1945)
- орден Вітчизняної війни 2-го ступеня (6.04.1985)
- медаль «За бойові заслуги» (5.04.1944)
- медаль «За відвагу» (27.12.1944)
- медалі